# 류순현
류순현(柳淳鉉, 1963년 1월 6일 ~ )은 대한민국의 세종특별자치시 행정부시장을 맡고 있는 공무원이다. 홍준표 경상남도지사 사퇴 후 직무대행을 하고 있던 중 세종특별자치시 행정부시장이었던 한경호와 직을 맞교환했다.

## 학력
- 부산대학교 사범대학 부설고등학교 졸업
- 서울대학교 법학 학사 졸업

## 경력
- 1987년: 제31회 행정고시 합격
- 2007년 4월 ~ 2008년 3월: 행정자치부 자치분권제도팀장
- 2008년 3월 ~ 2008년 5월: 행정안전부 지방혁신과장
- 2008년 5월 ~ 2009년 2월: 행정안전부 지방행정국 자치행정과장
- 2009년 2월 ~ 2009년 11월: 한국지역정보개발원 파견
- 2009년 11월 ~ 2010년 12월: 대전광역시청 기획관리실장
- 2010년 12월 ~ 2013년 4월: 행정안전부 자치제도기획관
- 2013년 4월 ~ 2014년 4월: 안전행정부 지방행정정책관
- 2014년 4월 ~ 2016년 1월: 제10대 대전광역시 행정부시장
- 2016년 2월 ~ 2017년 8월: 제33대 경상남도 행정부지사
- 2017년 4월 ~ 2017년 8월: 경상남도지사 권한대행
- 2017년 8월 ~ 2021년 1월: 제4대 세종특별자치시 행정부시장

| 전임 노병찬 | 제10대 대전광역시 행정부시장 2014년 4월 22일 ~ 2016년 1월 31일 | 후임 송석두 |

| 전임 윤한홍 | 제33대 경상남도 행정부지사 2016년 2월 1일 ~ 2017년 8월 16일 | 후임 한경호 |

| 전임 홍준표 | 경상남도지사 권한대행 2017년 4월 10일 ~ 2017년 8월 16일 | 후임 한경호 |

| 전임 한경호 | 제4대 세종특별자치시 행정부시장 2017년 8월 17일 ~ 2021년 1월 21일 | 후임 류임철 |